# Аистёнок (радиолокационный комплекс)
«Аистёнок» (индекс ГРАУ 1Л271) — переносной радиолокационный комплекс разведки и контроля стрельбы (контрбатарейная РЛС). Предназначен для разведки позиций огневых средств противника (РСЗО, артиллерийских и миномётных позиций, пусковых установок тактических ракет и комплексов ПВО и др.), расчёта траекторий снарядов и ракет, корректировки огня дружественных огневых средств, слежения за воздушным пространством и контроля над беспилотными летательными аппаратами. Является развитием базовых комплексов малой радиолокации и РЛС контрбатарейной борьбы НИИ "Стрела" (ныне НПО "Стрела"), г. Тула, разработанных в первой половине 80-х гг. Разработана и производится НПО «Стрела» концерна Алмаз-Антей.
Стоит на вооружении ВС России.

## История
Для широкого обозрения станция была впервые представлена НПО «Стрела» в ходе третьего Международного салона вооружения и военной техники «МВСВ-2008», проходившего c 20 по 24 августа 2008 года в Центральном выставочном комплексе на Красной Пресне в Москве.

## Характеристики
РЛС обеспечивает:
- обнаружение огневых позиций миномётов на расстоянии до 5 км,
- обнаружение движущейся наземной техники на расстоянии до 20 км,
- корректировку огня артиллерии по траектории до 5 км и по разрывам до 15 км.

К месту боевой работы станция может доставляться как силами расчёта в носимом варианте, так и с помощью входящего в её состав транспортного средства на базе автомобиля повышенной проходимости УАЗ-2966 (или его модификации) с частичным бронированием (изделие 2966-ЧЗ). Для слежения за быстродвижущимися целями (мина на траектории полёта) в станции применена антенна с электронным переключением лучей по азимуту и углу места на основе фазированной линейки и двухповерхностного зеркала с ортогональной поляризацией.